# Maximum Verlag
Die Maximum Verlags GmbH wurde 2019 von der deutschen Autorin Petra Mattfeldt in Langwedel gegründet.
Maximum veröffentlicht als Belletristik-Verlag Kriminalliteratur, historische Romane, Liebesromane, Kinder- und Jugendbücher und Sachbücher, Ratgeber und Biografien. Bekannte Autoren sind unter anderem Carmen Mayer, Christoph Driessen und Kathrin Hanke. Seit 2020 werden bei Maximum auch Hörbücher verlegt, unter anderem Der Käpt'n – Jenseits der See, eingelesen von dem deutschen Synchronsprecher Bodo Henkel und Opfer ohne Blut, eingelesen von dem deutschen Schauspieler Helmfried von Lüttichau.
Im September 2022 publizierte der Verlag mit Mutig sein. Glücklich werden. den Ratgeber des Ex-CEOs von Marc O’Polo Alexander Gedat. Im März 2023 erschien mit Die Safari meines Lebens die Biografie des Serengeti-Park-Geschäftsführers Fabrizio Sepe.